# Kadoelen (Amsterdam)
Kadoelen is een wijk in stadsdeel Amsterdam-Noord, in de Nederlandse provincie Noord-Holland. Tot 1966 was het een buurtschap in de gemeente Landsmeer. De wijk wordt door de ringweg A10 gescheiden van Landsmeer en is nog steeds erg landelijk en doorsneden met veel sloten.
De belangrijkste straat van de wijk is de Kadoelenweg, die Landsmeer met Amsterdam verbindt via de Buiksloterdijk. Andere belangrijke straten zijn de Stentorstraat / Adriaan Loosjesstraat, die Kadoelen met Molenwijk verbindt en de Vorticellaweg, die Kadoelen met Banne Buiksloot en de oprit van de ringweg A10 verbindt.
Ten noorden van Kadoelen tegen de ringweg A10 aan is in 2004 een vrije busbaan aangelegd ter vervanging van de route door de Adriaan Loosjesstraat. Hier maken nu de buslijnen 103 en 111 van EBS en 245 van het GVB gebruik van.

## Geschiedenis

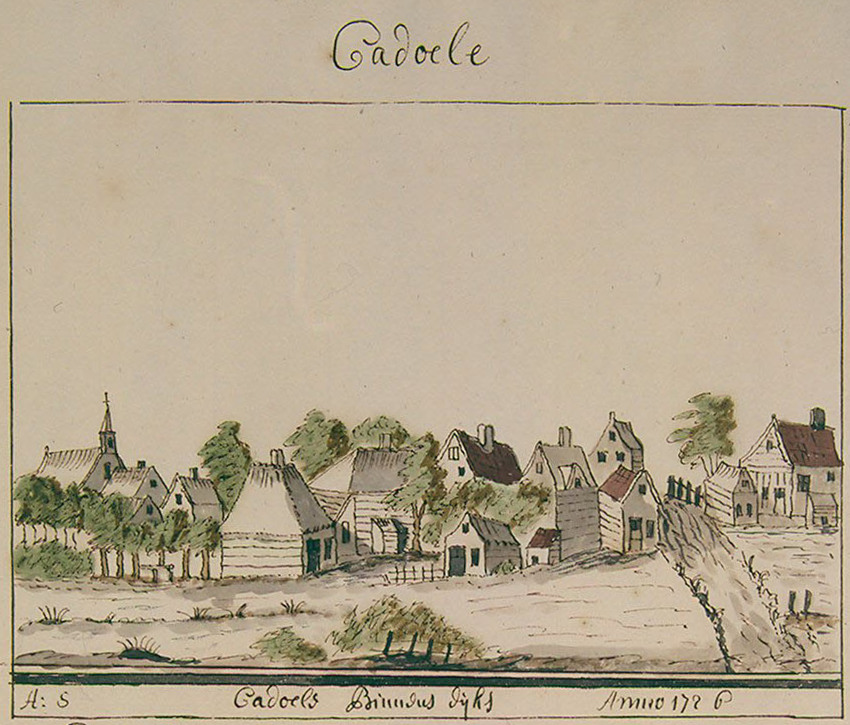
Cadoele (Kadoelen) Binnensdijks anno 1726 door Andries Schoemaker

Kadoelen bestaat zeker al sinds de 14de eeuw, maar de Landsmeerderdijk pas sinds de 15de eeuw. Deze dijk lag toen aan het nog veel bredere IJ. Bij dijkdoorbraken in begin 16de eeuw werden de polders Wilmkebreek en de Kadoelerbreek door middel van windmolens gevormd. In 1633 werd begonnen met het inpolderen van de Wilmkebreek en dat werk was in 1638 klaar. Deze diepliggende polder is vanaf het begin droog gehouden door poldermolen 't Haasje. In 1916 is deze windmolen vervangen door een elektrisch gemaal. De Wilmkebreek, Landsmeerderdijk, en Kadoelerbreek zijn nu provinciale monumenten.
Waar nu aan de Landsmeerderdijk het Café Kadoelen staat, werd in 1631 al de herberg De Groene Ridder gebouwd. Deze herberg had dezelfde naam als het schip van de eerste eigenaar, waarmee hij ook aan kaapvaart heeft gedaan. In deze tijd werd Kadoelen wel Capie's Oort genoemd omdat er behoorlijk wat kapiteins woonden. Een deel van de bemanning op de koopvaardijschepen kwam uit het dorp van de schipper en dus Kadoelen (en Landsmeer) moeten behoorlijk wat zeelui gehad hebben in die tijd. Na de 17de eeuw is dit overigens snel teruggelopen.
De Kadoelenweg naar Landsmeer werd toen aangeduid met De Gouw. Het was geen verharde weg maar smal pad. De sloot naast het pad werd gebruikt voor vrachtvervoer. Vanaf Kadoelen vertrok een veer naar Amsterdam. Er lagen ook melkschuiten en andere vrachtschuiten. Rond 1900 werden veel eieren vanuit Landsmeer via deze route vervoerd.
De Stoombootweg was vroeger ook een pad. Dat pad werd belangrijker toen in 1867 daar (bij Oostzaner Overtoom, nu Oostzanerwerf) een stoombootdienst naar Amsterdam geopend werd. Toen in 1921 de autobusdienst van Enhabo tussen Landsmeer en Amsterdam ging rijden was het snel gedaan met de veerverbindingen.
Het bakstenen gebouw met de drie woningen op de hoek van de Landsmeerderdijk en de Kadoelenweg was vroeger een wachtlokaal van het munitiedepot, gebouwd in 1891. Het depot lag onder aan de dijk, waar lange tijd het gekraakte pand van machinefabriek Kiekens stond. De aanbesteding van de bouw van dit kruitmagazijn werd gedaan in april 1879. Het munitiedepot vervulde een belangrijk rol als opslagplaats van buskruit voor de Marine binnen de Stelling van Amsterdam. Begin 1925 werd dit kruitmagazijn verkocht. Machine- en ventilatorenfabriek H.T. Kiekens heeft tot 1947 op deze locatie gefungeerd als stofbeheersingsbedrijf, waarna vanwege de grote vraag uit de markt de productie is verplaatst naar Almelo. In 2001 is het pand van de Kiekensfabriek definitief gesloten en tegenwoordig is op deze locatie nieuwbouwwijk Klein Kadoelen te vinden. De wachterswoning bovenaan de dijk fungeert tegenwoordig als drie aaneengesloten woningen.
Het nieuwe gemaal aan de Kadoelerbreek stamt uit 1987 en het oude uit 1875 en is ontworpen door Cornelis Blankevoort, die aan de basis heeft gestaan van aannemerij Van Hattum en Blankevoort. Daarvoor stonden er sinds 1862 twee windmolens.
Kadoelen hoorde tot 1966 bij Landsmeer. Vanwege de komst van de Ringweg A10 is Kadoelen destijds onder veel protesten van de bevolking en het gemeentebestuur van Landsmeer door de gemeente Amsterdam geannexeerd. De nieuwbouwwijk Banne II is rond 1976 gebouwd tussen Banne Buiksloot en de toen nog toekomstige ringweg op voormalig grondgebied van Landsmeer.

## Galerij

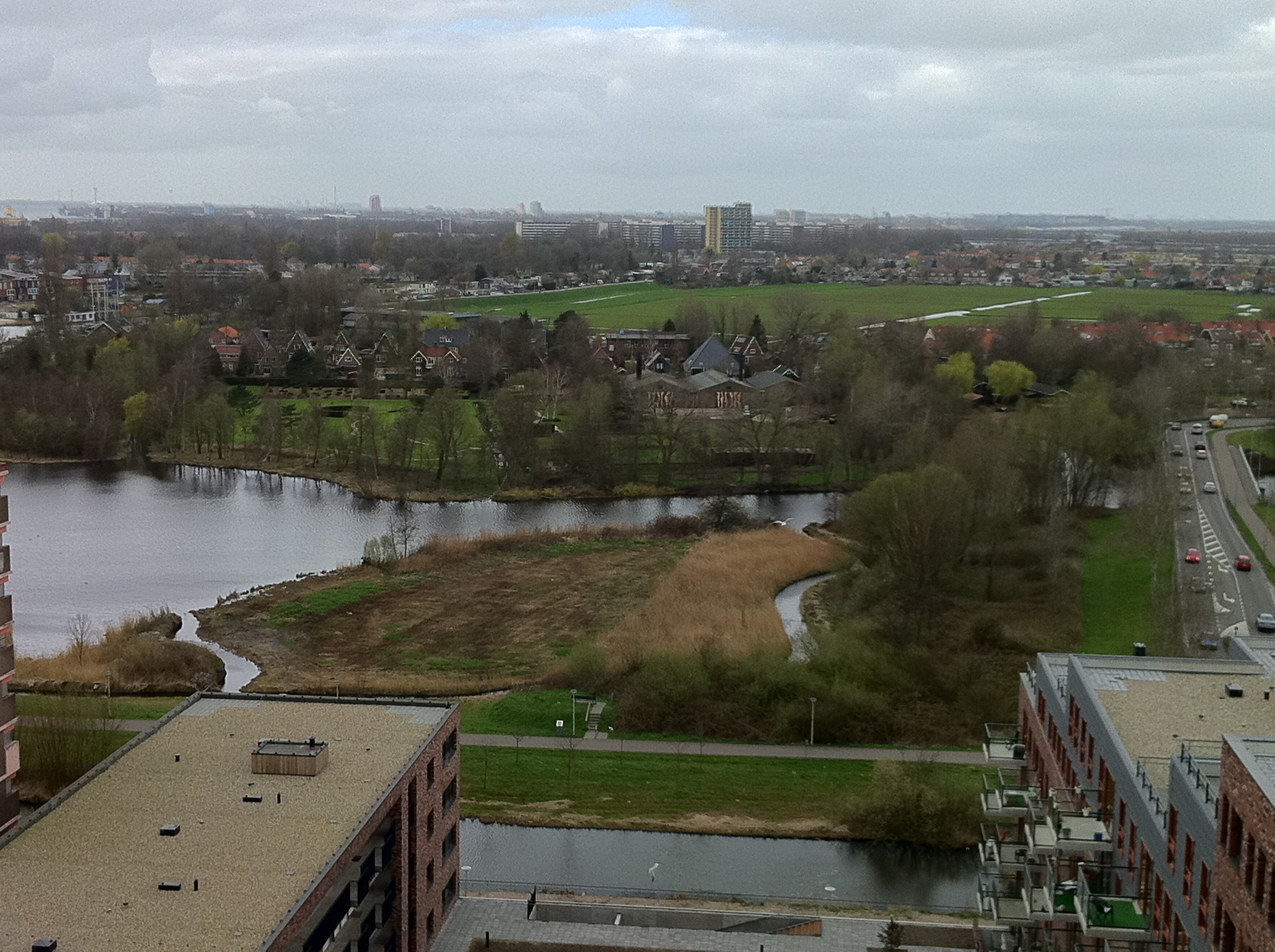
Kadoelen en Kadoelerbreek.
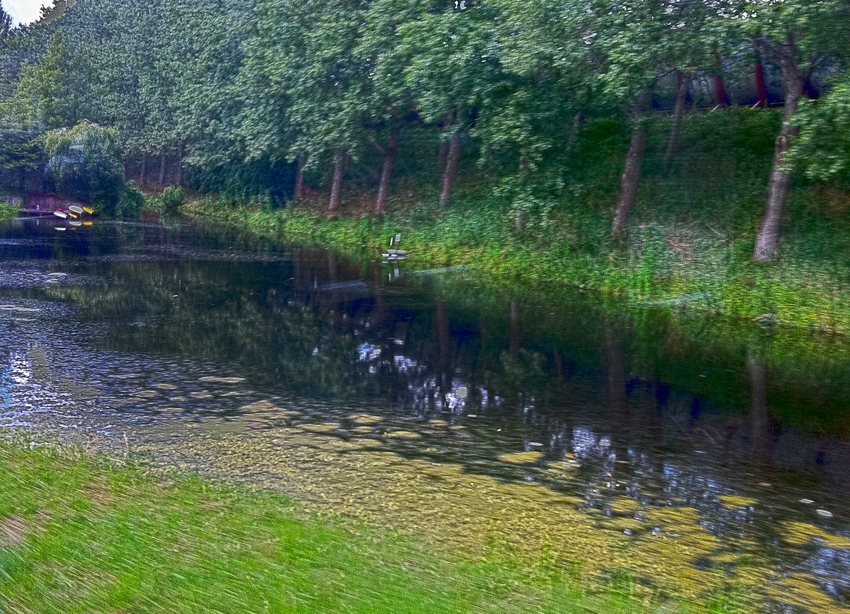
Begroeiing tegen de ringweg (grijze platen zichtbaar rechtsboven) zorgt voor minder geluidsoverlast aan de Johannes J. Glasweg.
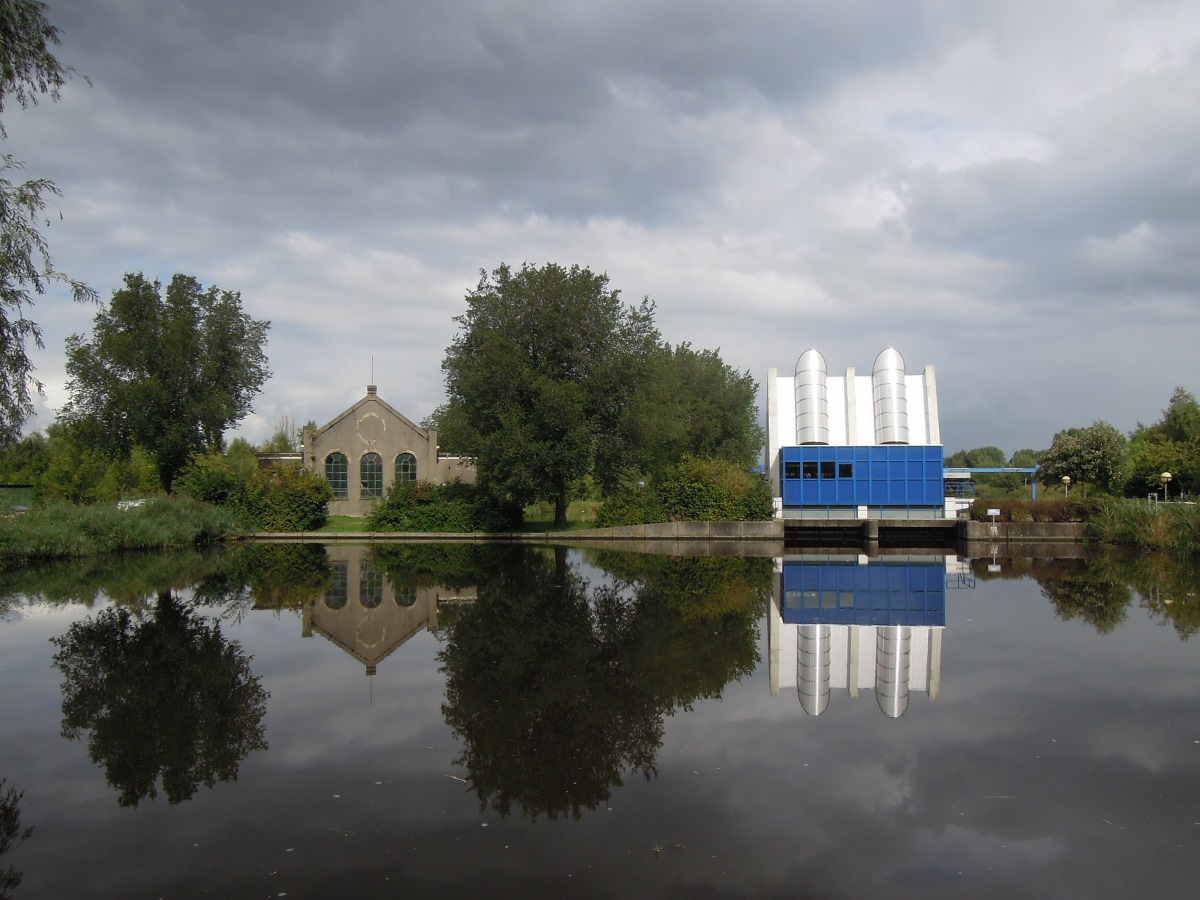
Het oude gemaal en het nieuwe gemaal van Kadoelen.
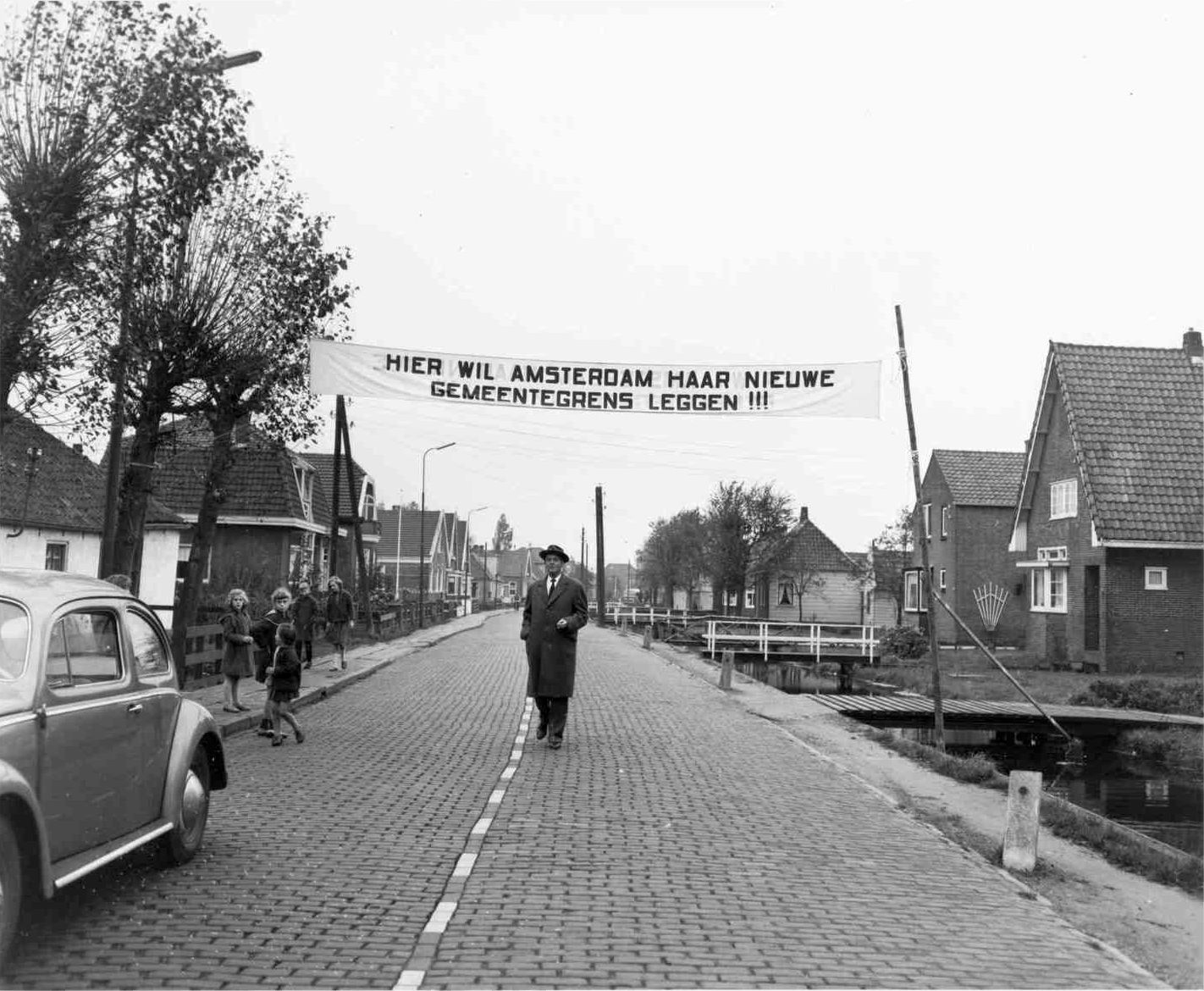
Burgemeester van Landsmeer in 1958 onder spandoek met tekst: 'Hier wil Amsterdam haar nieuwe gemeentegrens leggen'. Sinds 1966 is hier een paar meter vandaan de huidige gemeentegrens van Kadoelen (Gemeente Amsterdam) en Gemeente Landsmeer.
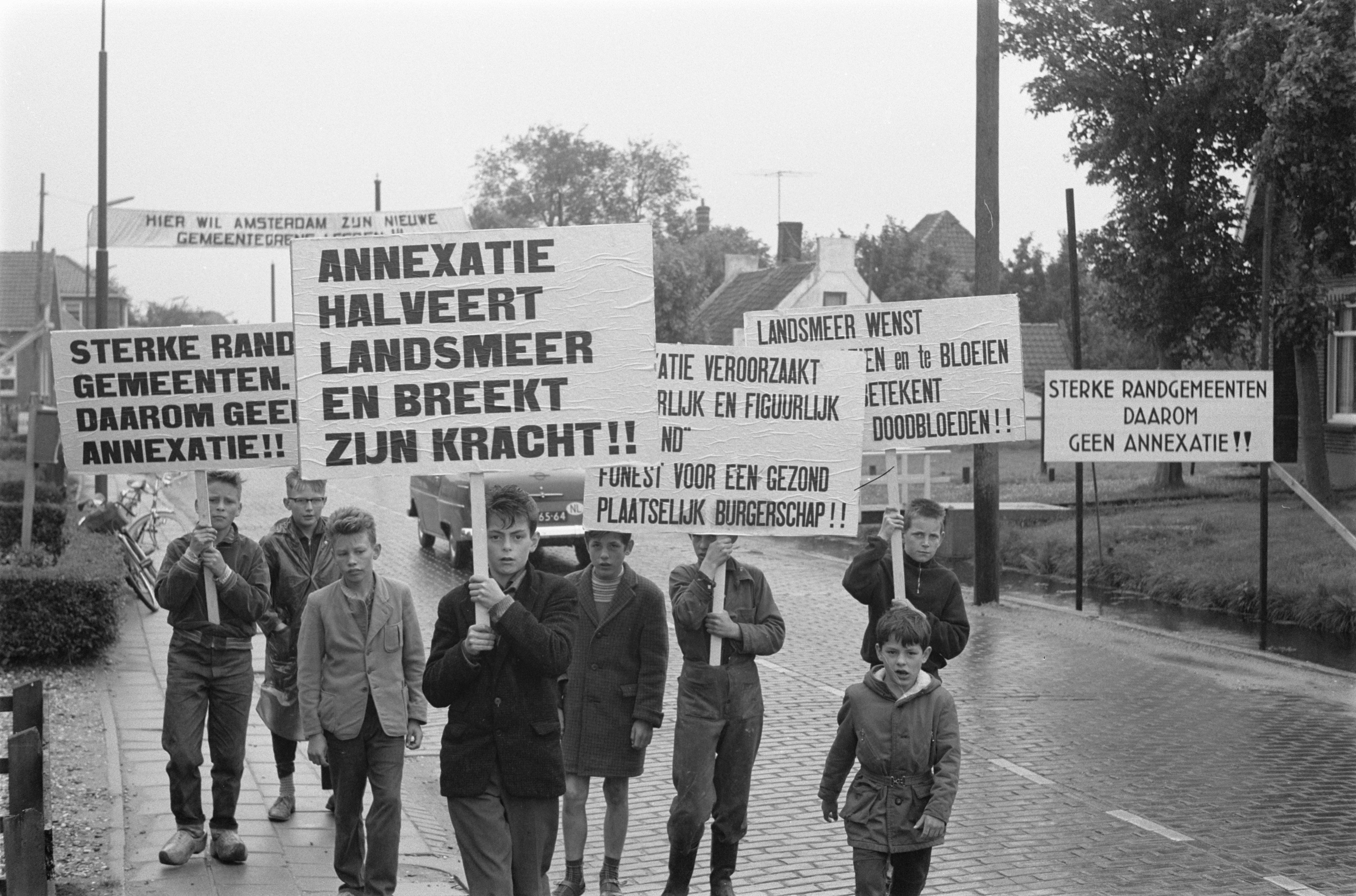
Kinderen in Landsmeer protesteren tegen de annexatie van Kadoelen door Gemeente Amsterdam (1961).
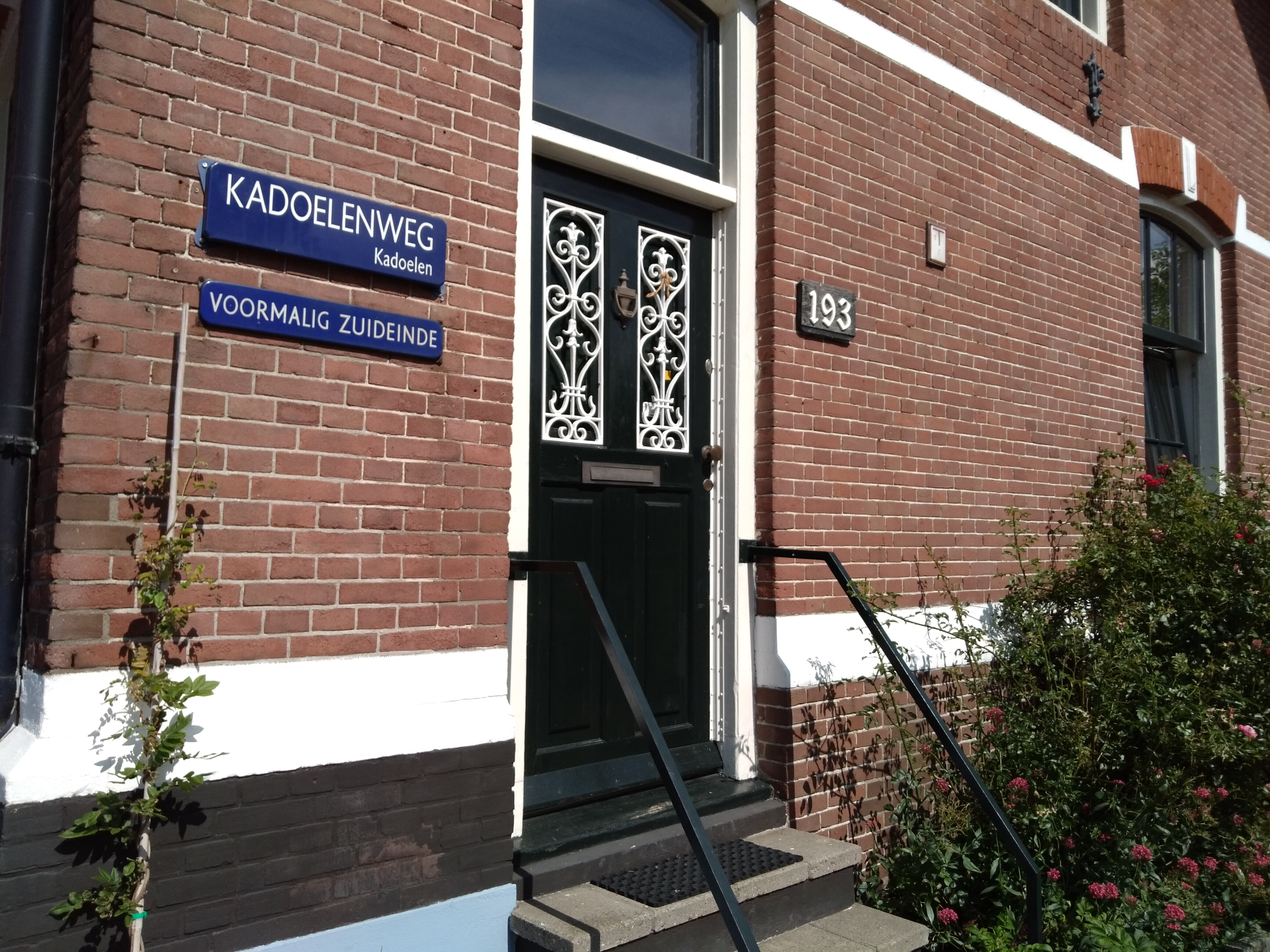
Straatnaambord Kadoelenweg, Amsterdam-Noord. Met daaronder Zuideinde, de naam van de straat zoals zij heette binnen de gemeente Landsmeer tot 1966.
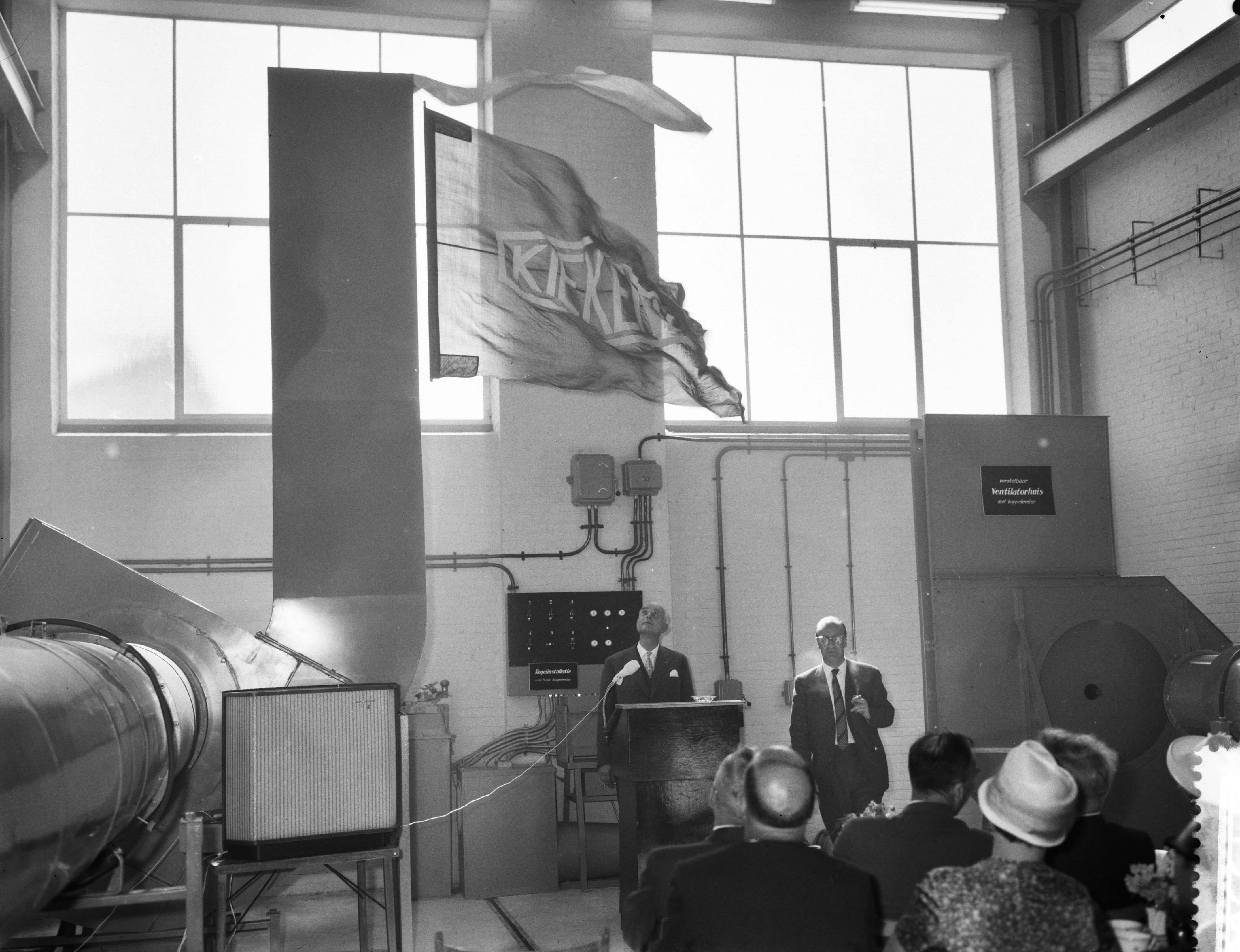
Machinefabriek Kiekens (1960).
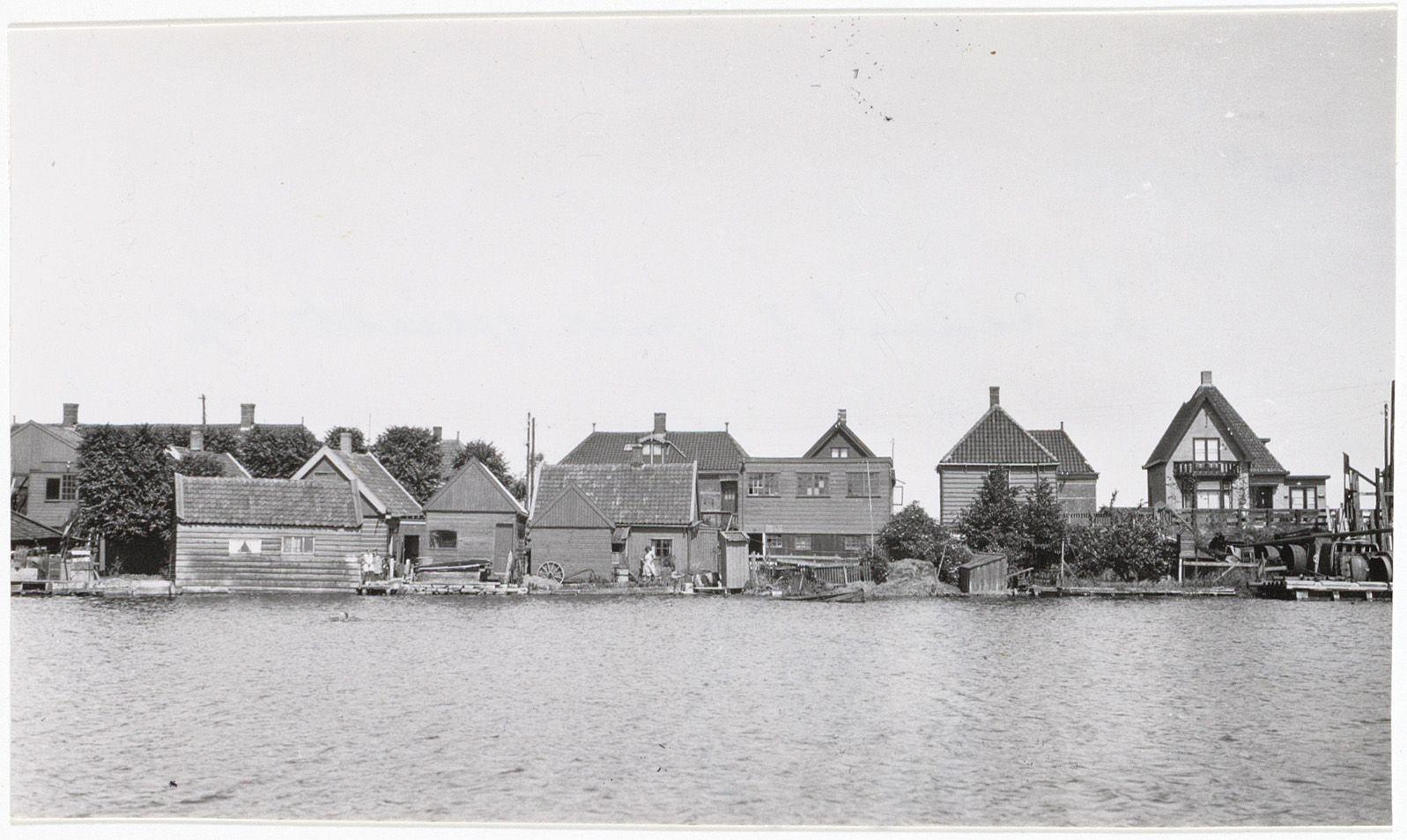
Huizen aan de Landsmeerderdijk (1932).
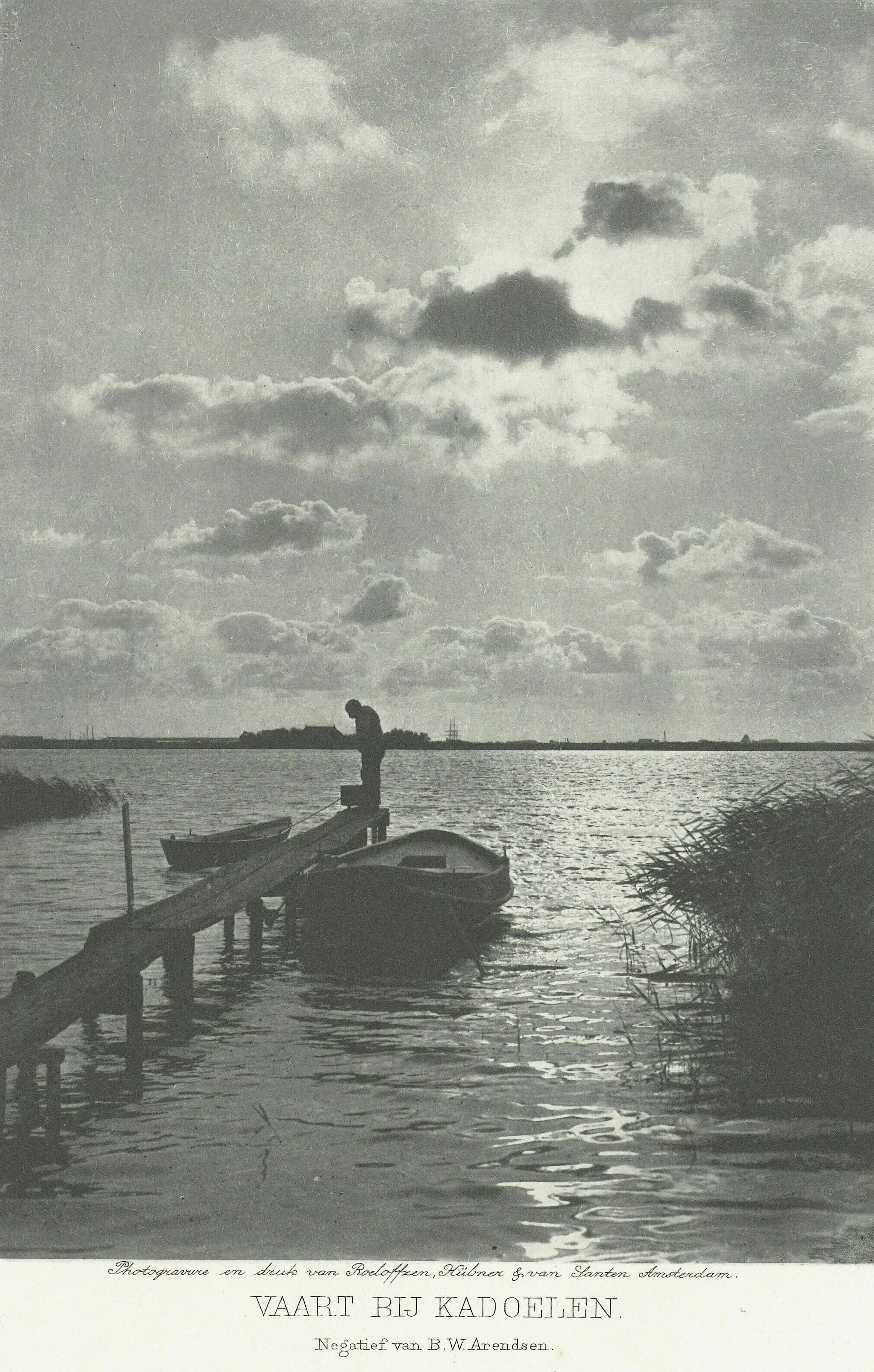
Roeiboot bij een stijger in de vaart bij de Kadoelenvaart bij Kadoelen (1904).

 Abberdaan · Admiralenbuurt · Amstel III · Amsteldorp · Amstelkwartier · Andreas Ensemble · Apollobuurt · ArenAPoort · Bajeskwartier · Banne Buiksloot · Bedrijventerrein Sloterdijk · Bellamybuurt · Betondorp · Bijlmer · Binnenstad · Bloemenbuurt · Borgerbuurt · Borneo · Bos en Lommer · Buiksloot · Buiksloterham · Buikslotermeer · Buiteneiland · Buitenveldert · Bullewijk · Burgwallen Oude Zijde · Burgwallen Nieuwe Zijde · Centrum Amsterdam Noord · Centrumeiland · Chassébuurt · Chinatown · Cremerbuurt (Amsterdam) · Cruquius · Czaar Peterbuurt · Da Costabuurt · Dapperbuurt · De Aker · De Baarsjes · De Bongerd · De Eendracht · De Heining · De Krommert · De 9 Straatjes · De Omval · De Pijp · Diamantbuurt · Driemond · Disteldorp · Dubbele Buurt · Duivelseiland · Duvelshoek · Elzenhagen · Erasmusparkbuurt · Floradorp · Frederik Hendrikbuurt · Funenpark · Gaasperdam · Gein · Geuzenveld · Gibraltarbuurt · Gouden Reael · Gulden Winckelbuurt · Grachtengordel · Haarlemmerbuurt · Hallenkwartier · Haven-Stad · Haveneiland · Havenstraatterrein · Helmersbuurt · Het Funen · Holendrecht · Hoofddorppleinbuurt · Houthaven · IJ-oevers · IJburg · IJdock · IJplein · Indische Buurt · Jan Maijenbuurt · Java-eiland · Jeruzalem · Jeugdland ·Jodenbuurt · Jordaan · Julianapark · Kadijken · Kadoelen · Kattenburg · Kinkerbuurt · KNSM-eiland · Kolenkitbuurt · Kop van Jut · Van der Kunbuurt · Laan van Spartaan · Landlust · Landstrekenbuurt · Lastage · Leidsebuurt · Lutkemeer · Marathonbuurt · Marineterrein · Marken · Marktkwartier · Medisch Centrum Slotervaart · Mercatorbuurt · Middelveldsche Akerpolder · Molenwijk · Museumkwartier · Nellestein · Nieuw Sloten · Amsterdam Nieuw-West · Nieuwe Pijp · Nieuwendam · Nieuwendammerdijk en Buiksloterdijk · Nieuwendammerham · Nieuwezijde · Nieuwmarkt · Noorderhof · Noordoever Sloterplas · Noordse Bos · Olympisch Kwartier · Omval · Ookmeer · Oostelijk Havengebied · Oostelijke Eilanden · Oostelijke Handelskade · Oostenburg · Oosterdokseiland · Oosterparkbuurt · Oostoever Sloterplas · Oostpoort · Oostzanerwerf · Osdorp · Oud Osdorp · Oud-Oost · Oud-West · Oud-Zuid · Oude Pijp · Oudezijde · Overamstel · Overhoeks · Overtoombuurt · Overtoomse Buurt · Overtoomse Veld · Park Haagseweg · Park de Meer · Plan van Gool · Plan West · Plan Zuid · Planciusbuurt · Plantagebuurt · Postjesbuurt · Prinses Irenebuurt · Rapenburg · Reigersbos · Riekerpolder · Rieteilanden · Rietlanden · Rivierenbuurt · Robert Scottbuurt · Roeterseiland · Ruigoord · Schinkel (bedrijventerrein) · Schinkelbuurt · Science Park · Sloten · Sloterdijk · Sloterdijk-Centrum · Slotermeer · Slotervaart · Sluisbuurt · Spaarndammerbuurt · Spieringhorn · Sporenburg · Sportheldenbuurt · Staatsliedenbuurt · Stadionbuurt · Steigereiland · Strandeiland · Teleport · Transvaalbuurt · Trompbuurt · Tuindorp Buiksloot · Tuindorp Buiksloterham · Tuindorp Nieuwendam · Tuindorp Oostzaan · Tuttifruttidorp · Van Tijenbuurt · Uilenburg · Universiteitskwartier · Valkenburg · Van der Kunbuurt · Van der Pekbuurt · Van Lennepbuurt · Venserpolder · Vlooienburg · Vogelbuurt · Vogeldorp · Vogeltjeswei · Volewijck · Vondelparkbuurt · Vrije Geer · Waalseiland · Watergraafsmeer · Waterlandpleinbuurt · Waterwijk · Weesp · Weesperbuurt · Weespertrekvaartbuurt · Weesperzijde · Westelijke Eilanden · Westelijke Tuinsteden · Westerdokseiland · Westerpark · Westpoort · Willemspark · Wittenburg · Zeeburg · Zeeburgereiland · Zeeheldenbuurt · Zuidas · Zuideramstel